# Andelarrot
Andelarrot ist eine Gemeinde im französischen Département Haute-Saône in der Region Bourgogne-Franche-Comté.

## Geographie
Andelarrot liegt auf einer Höhe von 322 m über dem Meeresspiegel, etwa sechs Kilometer südwestlich von Vesoul (Luftlinie). Das Dorf erstreckt sich im zentralen Teil des Departements, in einer Senke in der hügeligen Landschaft, die sich zwischen den Flusstälern von Saône im Nordwesten und Ognon im Süden ausdehnt.
Die Fläche des 5,71 km² großen Gemeindegebiets umfasst einen Abschnitt im Bereich Hügellandschaft östlich des Saônebeckens. Der zentrale Teil des Gebietes wird von der Senke von Andelarre eingenommen, die durchschnittlich auf 310 m liegt. Sie weist eine Breite von ungefähr 1,5 Kilometern auf und ist in Richtung Südwest-Nordost orientiert. Hier herrscht landwirtschaftliche Nutzung vor, während die umliegenden Höhen überwiegend waldbedeckt sind. Flankiert wird die Senke im Westen von der Côte d'Andelarre (bis 420 m), im Osten vom Bois de la Craye (382 m) und der Höhe des Bois de la Côte, auf der mit 431 m die höchste Erhebung von Andelarrot erreicht wird. Über eine weitere Mulde erstreckt sich das Gemeindeareal ostwärts bis in den Grand Bois de Vellefaux. Das hügelige Gebiet besteht aus Kalkschichten der mittleren Jurazeit. Auf dem gesamten Gemeindegebiet gibt es keine oberirdischen Fließgewässer, weil das Niederschlagswasser im verkarsteten Untergrund versickert.
Nachbargemeinden von Andelarrot sind Andelarre und Noidans-lès-Vesoul im Norden, Échenoz-la-Méline und Vellefaux im Osten, Velleguindry-et-Levrecey im Süden sowie Velle-le-Châtel und Mont-le-Vernois im Westen.

## Geschichte
Im Mittelalter gehörte Andelarrot zur Freigrafschaft Burgund und darin zum Gebiet des Bailliage d’Amont. Das Dorf unterstand der Herrschaft Andelarre und teilte deren Schicksal. Zusammen mit der Franche-Comté gelangte Andelarrot mit dem Frieden von Nimwegen 1678 definitiv an Frankreich. Zu einer Gebietsveränderung kam es 1806, als Andelarrot nach Andelarre eingemeindet wurde. Bereits 1823 erhielt es seine Selbständigkeit jedoch wieder zurück. Heute ist Andelarrot Mitglied des 19 Ortschaften umfassenden Gemeindeverbandes Communauté de communes de l’agglomération de Vesoul.

## Sehenswürdigkeiten
Aus dem 19. Jahrhundert stammt die neugotische Kapelle, die eine Madonnenstatue aus dem 17. Jahrhundert besitzt.

## Bevölkerung
| Jahr                       | 1962 | 1968 | 1975 | 1982 | 1990 | 1999 | 2006 |
| Einwohner                  | 113  | 103  | 105  | 151  | 173  | 163  | 213  |
| Quellen: Cassini und INSEE |      |      |      |      |      |      |      |

Mit 245 Einwohnern (1. Januar 2022) gehört Andelarrot zu den kleinen Gemeinden des Département Haute-Saône. Nachdem die Einwohnerzahl in der ersten Hälfte des 20. Jahrhunderts deutlich abgenommen hatte (1886 wurden noch 196 Personen gezählt), wurde von 1975 bis 1990 und seit 2000 wieder ein Bevölkerungswachstum verzeichnet.

## Wirtschaft und Infrastruktur
Andelarrot ist noch heute ein vorwiegend durch die Landwirtschaft (Ackerbau, Obstbau und Viehzucht) und die Forstwirtschaft geprägtes Dorf. Außerhalb des primären Sektors gibt es nur wenige Arbeitsplätze im Ort. Viele Erwerbstätige sind deshalb Pendler, die in den größeren Ortschaften der Agglomeration Vesoul ihrer Arbeit nachgehen.
Der Ort ist verkehrstechnisch gut erschlossen. Er liegt nahe der Hauptstraße N57, die von Vesoul nach Besançon führt. Weitere Straßenverbindungen bestehen mit Gray, Andelarre und Velleguindry.